# Castelgerundo
Castelgerundo is een gemeente in de Italiaanse provincie Lodi (regio Lombardije) en telt 1.448 inwoners (31 januari 2025). De oppervlakte bedraagt 19,87 km², de bevolkingsdichtheid is 72,87 inwoners per km². Castelgerundo ligt ongeveer 55 km ten zuidoosten van Milaan en 25 km ten zuidoosten van Lodi. De gemeente is in 2018 ontstaan door het samenvoegen van Cavacurta en Camairago. De gemeente omvat ook de frazioni Bosco Valentino, Camairago, Cavacurta en Mulazzana.
Het proces om de gemeenten Camairago en Cavacurta samen te voegen startte in 2016. Op 22 oktober 2017 werd een referendum gehouden, waarvan de resultaten positief waren. De daaropvolgende 28 november werd de samenvoeging goedgekeurd door het parlement van de regio Lombardije.

## Geografie
Formigara grenst aan de volgende gemeenten: Formigara (CR), Castiglione d'Adda, Maleo, Terranova dei Passerini, Pizzighettone (CR) en Codogno.
Abbadia Cerreto · Bertonico · Boffalora d'Adda · Borghetto Lodigiano · Borgo San Giovanni · Brembio · Camairago · Casaletto Lodigiano · Casalmaiocco · Casalpusterlengo · Caselle Landi · Caselle Lurani · Castelnuovo Bocca d'Adda · Castiglione d'Adda · Castiraga Vidardo · Cavacurta · Cavenago d'Adda · Cervignano d'Adda · Codogno · Comazzo · Cornegliano Laudense · Corno Giovine · Cornovecchio · Corte Palasio · Crespiatica · Fombio · Galgagnano · Graffignana · Guardamiglio · Livraga · Lodi · Lodi Vecchio · Maccastorna · Mairago · Maleo · Marudo · Massalengo · Meleti · Merlino · Montanaso Lombardo · Mulazzano · Orio Litta · Ospedaletto Lodigiano · Ossago Lodigiano · Pieve Fissiraga · Salerano sul Lambro · San Fiorano · San Martino in Strada · San Rocco al Porto · Sant'Angelo Lodigiano · Santo Stefano Lodigiano · Secugnago · Senna Lodigiana · Somaglia · Sordio · Tavazzano con Villavesco · Terranova dei Passerini · Turano Lodigiano · Valera Fratta · Villanova del Sillaro · Zelo Buon Persico